# 6057 Robbia
6057 Robbia è un asteroide della fascia principale del diametro medio di circa 27,5 km. Scoperto nel 1977, presenta un'orbita caratterizzata da un semiasse maggiore pari a 3,3239557 au e da un'eccentricità di 0,1005227, inclinata di 17,81623° rispetto all'eclittica.
L'asteroide è dedicato ai Della Robbia, famiglia di scultori italiani, con una particolare menzione per Luca della Robbia.